# アパーチャーグリル

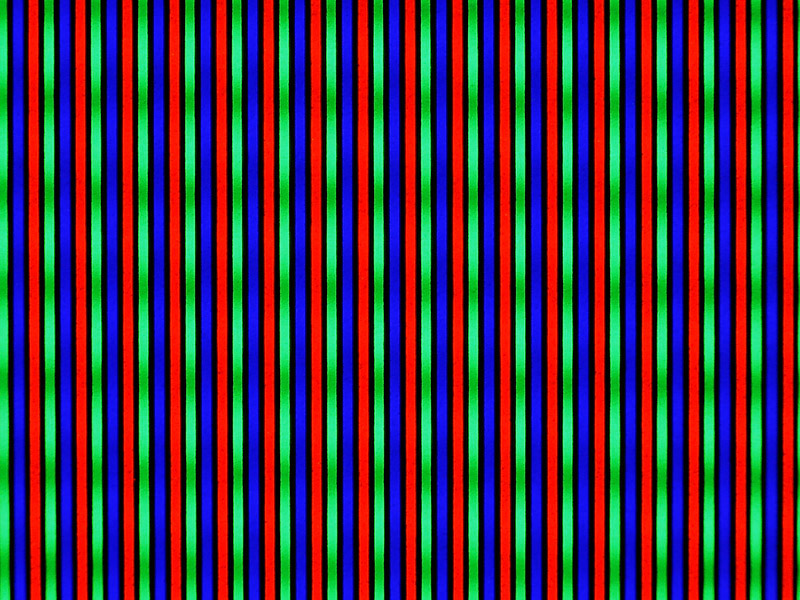
アパーチャーグリル方式の画面拡大図。

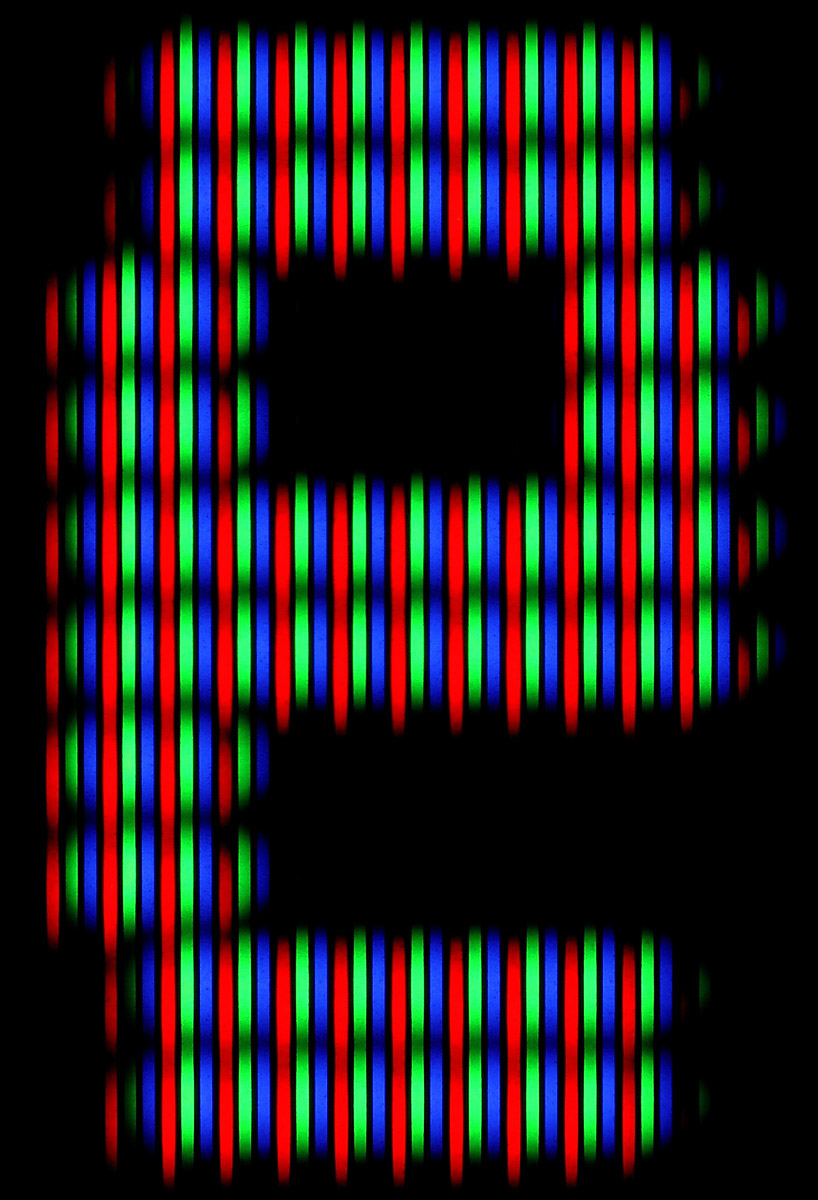
アパーチャーグリル方式による英字「e」の拡大図。

アパーチャーグリル（アパーチャグリルとも）はCRTディスプレイの技術の一つで、電子ビームをRGBすなわち赤、緑、青の各色をすだれ状に表示するものを指す。他のCRTディスプレイの技術にシャドーマスクやスロットマスクがある。

## 概要
アパーチャーグリルは金属の薄い板に走査線移動方向に対してほぼ直角（大抵は垂直）にすだれ状の穴があけられている。垂直方向に細い金属線がすだれ状に張られているとも表現できる。振動で穴が揺れ、隣り合ったマスク同士が接触して映像が乱れるのを防ぐために、水平方向にさらに細い金属線の支持体（テンションワイヤー、ダンパー線、ダンパ線）が1～3本入れられている（画面に見えるごく細い水平線はそれである）。支持体は画面表面のガラスのすぐ裏側に置かれ、画面サイズにより本数や位置が異なる（1本の場合は画面中央、2本の場合画面上下の4分の1ほどに配置されるなど、各社でさまざまである）。
アパーチャグリルは、シャドーマスクのように穴が正六角平面充填状に開いた型よりも、遮断される電子ビームが少なく透過量が多いため、より高輝度の画面となるほか、マスクピッチ（マスクに開いた穴の間隔）をより細かく出来ることから、にじみの少ない映像出力を特徴とする。
シャドーマスクと同様、電子ビームを浴び続けて熱を持つため、熱膨張しにくい素材が使用される。一方で、すだれ状の細い構造体が無数に並ぶため、大画面化が難しい。

## 歴史
アパーチャーグリル方式を初めて採用したのはノーベル物理学賞受賞者であるアーネスト・ローレンスによって発明されたクロマトロン(w:Chromatron)である。
アメリカでの展示会でクロマトロンの展示を見たソニーの技術者が技術を改良し、独自ブランドの「トリニトロン」を開発した。のちに三菱電機も同様の構造を採用し、「ダイヤモンドトロン」を開発した。トリニトロンとダイヤモンドトロンの違いは、電子銃の数である。トリニトロンは1つだった（CMでは1ガン3ビームとうたっていた）のに対して、ダイヤモンドトロンの電子銃は3本であった。